# سم وبستر (دوچرخه‌سوار)
سم وبستر (انگلیسی: Sam Webster؛ زادهٔ ۱۶ ژوئیهٔ ۱۹۹۱) دوچرخه‌سوار اهل نیوزیلند است.
وی در مسابقات کشوری و بین‌المللی در مجموع برندهٔ ۷ مدال طلا، ۵ مدال نقره، ۲ مدال برنز شده‌است.